# The Trammps
The Trammps – amerykański zespół disco i soul, założony w 1972 roku w Filadelfii. Formacja była jedną z pierwszych grających muzykę disco.
Pierwszym sukcesem grupy była ich wersja piosenki „Zing! Went the Strings of My Heart” wydana w 1972 roku. Utwór trafił na miejsce 64 listy „Billboardu” Hot 100 i #17 Hot R&B/Hip-Hop Songs. Pierwszą piosenkę disco jaką nagrali była „Love Epidemic” z 1973 roku. Jednak The Trammps najbardziej znani są z przeboju „Disco Inferno”, za którą w 1979 roku zdobyli nagrodę Grammy. Pierwotnie wydany w 1976 roku singiel, w maju następnego roku na brytyjskiej liście UK Singles Chart dotarł do miejsca 16, natomiast w Stanach mała płyta wspięła się wówczas na szczyt zestawienia Hot Dance Club Play. Po pojawieniu się piosenki w filmie Gorączka sobotniej nocy utwór opublikowano ponownie. Pod koniec maja 1978 roku singiel z „Disco Inferno” dotarł do miejsca 11 na Hot 100.
Dziennikarz muzyczny Ron Wynn napisał:

Sprawność zespołu The Trammps nie może być zmierzona popularnością na listach przebojów; tubalny i beztroski głos Ellisa znakomicie bronił optymistycznego zapału i atmosfery, co skutkowało tym, że fani mogli muzykę disco kochać i nienawidzić jednocześnie.

## Historia

### The Volcanos
W latach 60. zespół występował jako The Volcanos. Filadelfijski kwintet soulowy powstał w 1964 roku, który wówczas współtworzyli główny wokalista Gene Jones, wokalista Steve Kelly, gitarzysta Stanley Wade, jego brat – basista – Harold „Doc” Wade, klawiszowiec John Hart oraz perkusista Earl Young. W ciągu kilku miesięcy od powstania zespół podpisał umowę z lokalną wytwórnia „Arctic”. Kiedy rok się kończył wydany został ich debiutancki singiel „Baby”. W połowie 1965 roku grupa powróciła z ich największym hitem „Storm Warning” (przykład dynamicznego falsetto Jonesa). Singiel znalazł się na pozycji 33 listy Hot R&B/Hip-Hop Songs. Później duet kompozytorski Kenny Gamble i Leon Huff napisał dla nich utwór „Help Wanted” (będącego imitacją „Storm Warning”). Przed końcem roku zespół nagrał utwór w duchu Motown „(It’s Against) The Laws of Love”. Wytwórnia Arctic początkowo nie opublikowała następnego nagrania The Volcanos „A Lady’s Man”. Płyta trafiła na półki sklepów dopiero latem następnego roku, jednak singiel nie odniósł sukcesu na listach przebojów. Zanim wytwórnia rozwiązała kontrakt z zespołem, wydana została jeszcze jedna pozycja sygnowana Arctic – napisany przez Eddiego Holmana utwór „You’re Number 1”. W 1967 roku The Volcanos nagrali dla Harthon dwa single – „It’s Gotta Be a False Alarm” i „Take Me Back Again”. Około 1968 roku Jones opuścił zespół, po czym jako Gene Faith rozpoczął karierę solową. Pozostali muzyce grupy nagrywali jeszcze jako The Moods. W 1970 roku Faith wskrzesił The Volcanos by nagrać ostatni singiel „No Trespassing”. Wtedy już bracia Harold i Stanley Wade byli w trakcie formowania nowego zespołu – The Trammps.

### The Trammps
Zespół powstał z połączenia The Volcanoes i The Exceptions. Nazwa The Trammps wzięła swój początek od pseudonimu „The Little Tramp”, którym określany był angielski aktor Charlie Chaplin. Członkowie formacji postanowili dodać drugą literę „m” w nazwie, by zaznaczyć, że są oni „lepszymi włóczęgami”. Na początku lat 70. skład formacji zmieniał się wielokrotnie; wśród członków znaleźli się piosenkarz Jimmy Ellis (tworzący pod wpływem muzyki gospel), perkusista i wokalista basowy Earl Young, oraz bracia Stanley i Harold „Doc” Wade. W latach 70. wraz z muzykami filadelfijskiego zespołu MFSB nagrywali oni materiał studyjny, a także koncertowali. Później dołączył do The Trammps piosenkarz Robert Upchurch.
Ich debiut na listach przebojów miał miejsce, gdy wydali własną wersję standardu „Zing! Went the Strings of My Heart”, która zajęła 17 miejsce na amerykańskiej liście R&B w 1972 roku.
Pierwsze nagrania formacji wydane zostały przez wytwórnię Buddah Records. Utwór „Hold Back the Night” na Wyspach Brytyjskich był przebojem, gdzie w październiku 1975 roku dotarł do miejsca 5 na UK Singles Chart, natomiast na amerykańskim Hot 100 w marcu 1976 roku singiel znalazł się na pozycji 35. Po odejściu z Buddah muzycy trafili do nowo powstałej wytwórni Golden Fleece (utworzonej przez triumwirat Baker–Harris–Young), następnie The Trammps podpisali kontrakt z Atlantic Records.
Największy sukces grupy przyszedł wraz z ich singlem „Disco Inferno” (1976), który znalazł się na ścieżce dźwiękowej do filmu Gorączka sobotniej nocy z 1977 roku. Utwór uplasował się na miejscu 11. na liście czasopisma „Billboard” Hot 100 w maju 1978 roku. Rok później The Trammps – jako współtwórcy muzyki do filmu – otrzymali nagrodę Grammy w kategorii Album of the Year, która była ich jedyną w karierze.
Wśród singli, które pojawiły się na listach przebojów jest także „That’s Where the Happy People Go”, który w marcu 1976 roku znalazł się na miejscu 35. Pod koniec 1977 roku The Trammps opublikowali piosenkę „The Night the Lights Went Out”, której tekst nawiązywał do awarii sieci energetycznej w Nowym Jorku.
19 września 2005 roku, nagrany przez zespół utwór „Disco Inferno” wprowadzony został do Dance Music Hall of Fame podczas ceremonii, która odbyła się w Nowym Jorku. Podczas tamtego wydarzenia zespół zagrał wspólnie po raz pierwszy od 25 lat.

## Rozłam
Obecnie zespół tworzą Stanley Wade, Robert Upchurch, „Doc” Wade i Dave Dixon. Natomiast współzałożyciel The Trammps, Earl Young jako frontman współtworzy alternatywną wersję formacji, która także koncertuje regularnie. W 2014 roku zespół Younga wydał singiel „Get Your Lovin’”. Zespół, gdzie występują bracia Wade w 2011 roku nagrał małą płytę „Chapter One”.
W marcu 2012 roku, Jimmy Ellis (główny wokalista The Trammps) zmarł w wieku 74 lat w domu spokojnej starości w Rock Hill. Powodem śmierci muzyka były komplikacje związane z chorobą Alzheimera, na którą Ellis cierpiał.

## Dyskografia

### Albumy studyjne
| 1975 | The Legendary Zing Album  | –   | –  | –  | –  | –  |                    | Buddah        |
| 1975 | Trammps                   | 159 | 30 | –  | –  | –  |                    | Golden Fleece |
| 1976 | Where the Happy People Go | 50  | 13 | –  | 65 | 42 |                    | Atlantic      |
| 1976 | Disco Inferno             | 46  | 16 | 65 | –  | 27 | - USA: złota płyta | Atlantic      |
| 1977 | The Trammps III           | 85  | 27 | –  | 64 | –  |                    | Atlantic      |
| 1979 | The Whole World's Dancing | 184 | –  | –  | –  | –  |                    | Atlantic      |
| 1980 | Mixin’ It Up              | –   | –  | –  | –  | –  |                    | Atlantic      |
| 1980 | Slipping Out              | –   | –  | –  | –  | –  |                    | Atlantic      |
| 1984 | This One Is for the Party | –   | –  | –  | –  | –  |                    | Injection     |
| „–” oznacza nagranie, które nie pojawiło się na listach lub w ogóle nie zostało wydane na określonym terytorium |                           |     |    |    |    |    |                    |               |

### Kompilacje
| 1975 | The Best of the Trammps featuring: MFSB & The Three Degrees | –   | –  | 14 | Philadelphia Int’l      |
| 1976 | The Best of the Trammps                                     | –   | –  | –  | Philadelphia Int’l      |
| 1977 | Disco Champs                                                | –   | –  | –  | Philadelphia Int’l      |
| 1978 | The Best of the Trammps                                     | 139 | 57 | 49 | Atlantic                |
| 1991 | The Collection                                              | –   | –  | 42 | Arcade                  |
| 1992 | Golden Classics                                             | –   | –  | –  | Collectables            |
| 1994 | This Is Where the Happy People Go: The Best of the Trammps  | –   | –  | –  | Rhino                   |
| 2001 | All The Hits & the „Disco Inferno”                          | –   | –  | –  | Goldenlane              |
| 2012 | The Definitive Collection                                   | –   | –  | –  | Music Club Deluxe/Rhino |
| „–” oznacza nagranie, które nie pojawiło się na listach lub w ogóle nie zostało wydane na określonym terytorium |                                                             |     |    |    |                         |

### Single
| 1972 | „Zing! Went the Strings of My Heart”                          | 64  | 17 | –  | –  | –  | –  | 5  | –  | 29 |
| 1972 | „Sixty Minute Man”                                            | 108 | –  | –  | –  | –  | –  | –  | –  | 40 |
| 1973 | „Pray All You Sinners”                                        | –   | 34 | –  | –  | –  | –  | –  | –  | –  |
| 1973 | „Love Epidemic”                                               | –   | 75 | –  | –  | –  | –  | 11 | –  | –  |
| 1974 | „Where Do We Go from Here”                                    | –   | 44 | –  | –  | –  | –  | –  | –  | –  |
| 1974 | „Trusting Heart”                                              | 101 | 72 | 13 | –  | –  | –  | –  | –  | –  |
| 1975 | „Shout”                                                       | –   | –  | –  | –  | –  | –  | 5  | –  | –  |
| 1975 | „Stop and Think”                                              | –   | –  | 5  | –  | –  | –  | –  | –  | –  |
| 1975 | „Hooked for Life”                                             | –   | 70 | 6  | –  | –  | –  | 28 | –  | –  |
| 1975 | „Hold Back the Night”                                         | 35  | 10 | –  | –  | –  | –  | 11 | 29 | 5  |
| 1976 | „That’s Where the Happy People Go”                            | 27  | 12 | 1  | –  | 56 | –  | –  | –  | 35 |
| 1976 | „Disco Party”                                                 | –   | –  | 1  | –  | –  | –  | –  | –  | –  |
| 1976 | „Soul Searchin’ Time”                                         | –   | 67 | –  | –  | –  | –  | –  | –  | 42 |
| 1976 | „Ninety-Nine and a Half”                                      | 105 | 76 | 8  | –  | –  | –  | –  | –  | –  |
| 1976 | „Disco Inferno”                                               | 53  | 9  | 1  | –  | 70 | –  | –  | –  | 16 |
| 1977 | „I Feel Like I’ve Been Livin’ (On the Dark Side of the Moon)” | 105 | 52 | –  | –  | –  | –  | –  | –  | –  |
| 1977 | „The Night the Lights Went Out”                               | 104 | 80 | 6  | –  | –  | –  | 10 | –  | –  |
| 1978 | „Disco Inferno” (reedycja)                                    | 11  | –  | –  | 32 | 6  | –  | –  | 13 | –  |
| 1978 | „Seasons for Girls”                                           | –   | 50 | –  | –  | –  | –  | –  | –  | –  |
| 1978 | „Soul Bones”                                                  | –   | 91 | 31 | –  | –  | –  | –  | –  | –  |
| 1979 | „Teaser”                                                      | –   | –  | 75 | –  | –  | –  | –  | –  | –  |
| 1980 | „Hard Rock and Disco”                                         | –   | –  | 76 | –  | –  | –  | –  | –  | –  |
| 1980 | „Music Freek”                                                 | –   | –  | –  | –  | –  | –  | –  | –  | –  |
| 1980 | „Looking for You”                                             | –   | –  | –  | –  | –  | –  | –  | –  | –  |
| 1981 | „Breathtaking View”                                           | –   | –  | –  | –  | –  | –  | –  | –  | –  |
| 1983 | „Up on the Hill (Mt. U)”                                      | –   | 79 | –  | –  | –  | –  | –  | –  | –  |
| 1984 | „Move”                                                        | –   | –  | –  | –  | –  | –  | 37 | –  | –  |
| 1984 | „Twenty-Five Miles”                                           | –   | –  | –  | –  | –  | –  | –  | –  | –  |
| 1984 | „I Will Be Here for You”                                      | –   | –  | –  | –  | –  | –  | –  | –  | –  |
| 1986 | „Let’s Go Crazy”                                              | –   | –  | –  | –  | –  | –  | –  | –  | –  |
| 1992 | „Hold Back the Night” (z KWS)                                 | –   | –  | –  | –  | –  | 20 | –  | –  | 30 |
| „–” oznacza nagranie, które nie pojawiło się na listach lub w ogóle nie zostało wydane na określonym terytorium |                                                               |     |    |    |    |    |    |    |    |    |

## Członkowie zespołu
Źródło: 
- Ronnie Baker (1947–1990) – gitara basowa, śpiew
- Jimmy Ellis (1937–2012)[45] – główny wokal
- Barrington McDonald (1942–2007) – gitara
- Gene Faith (vel Gene Jones) – pierwszy wokalista główny
- Dennis Harris – gitara
- Norman Harris (1947–1987) – gitara, śpiew
- John Hart (1941–2008)[46] – organy
- Steve Kelly – śpiew
- Ron Kersey (1945–2005) – klawisze
- Michael Thomas – perkusja
- Robert Upchurch – śpiew
- Harold „Doc” Wade – gitara, śpiew
- Stanley Wade – gitara basowa, śpiew
- Earl Young (1940–) – perkusja, śpiew

Członkowie The Trammps braci Wade i Upchurcha
- Mike Natalini – perkusja
- Ed Cermanski – klawisze
- Rusty Stone – gitara basowa
- Reuben Henderson – saksofon
- Dave Rue – gitara
- Carmen Tornambe – trąbka
- Keith Elmore – śpiew
- Van Fields
- Fred Vesci – klawisze